# Miziakiwśka Słobidka
Miziakiwśka Słobidka (ukr. Мізяківська Слобідка) – wieś na Ukrainie, w obwodzie winnickim, w rejonie chmielnickim, w hromadzie Kalinówka. W 2001 liczyła 221 mieszkańców, spośród których 220 wskazało jako ojczysty język ukraiński, a 1 rosyjski